# توگیاک

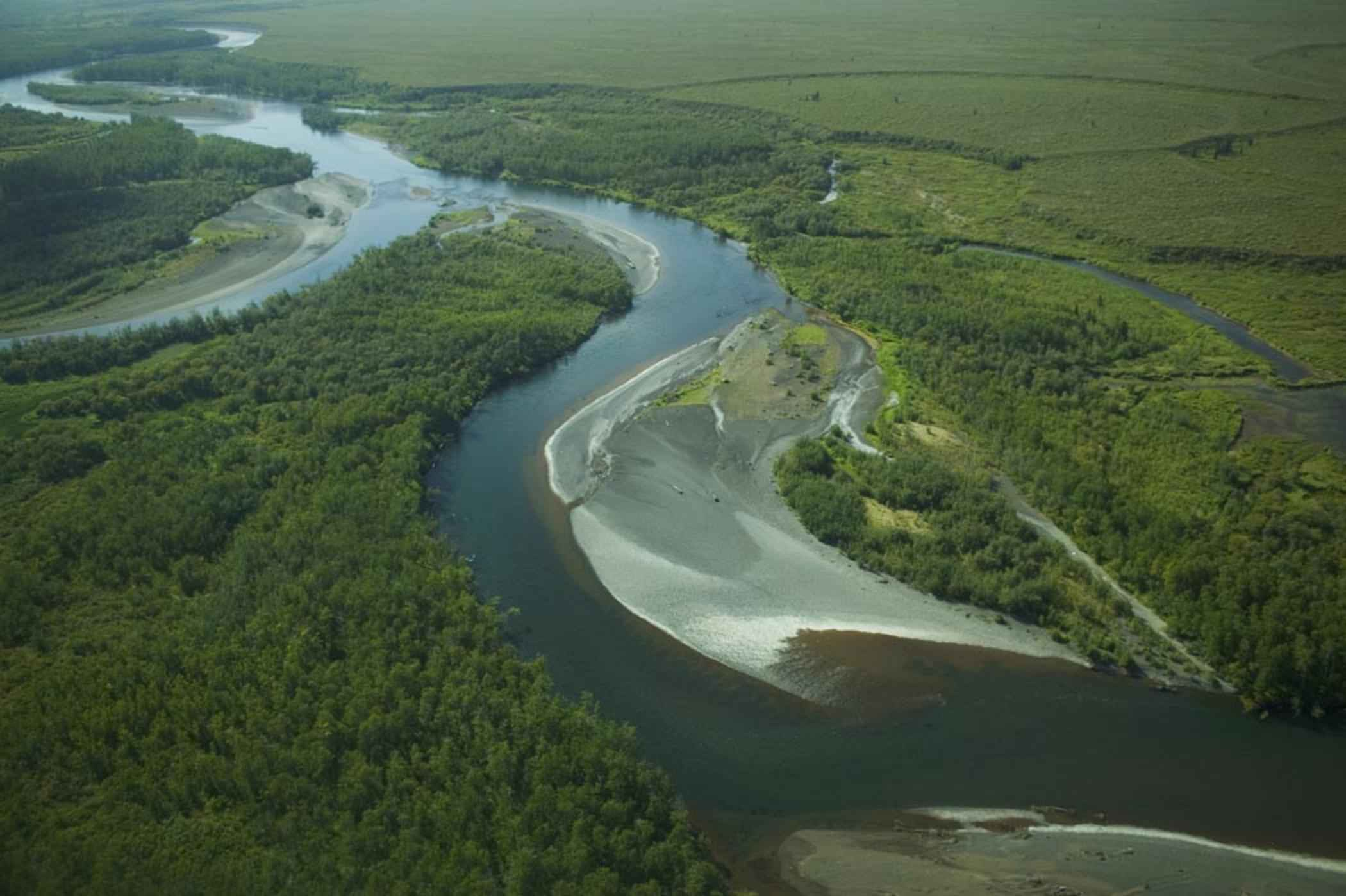
نمایی از توگیاک یکی از رودهای آلاسکا - ۲۰۱۳

توگیاک یکی از رودهای آلاسکا است که به خلیج بریستول می‌ریزد.
درازای این رودخانه ۷۷ کیلومتر است.
این رود از دریاچه توگیاک سرچشمه می‌گیرد و به خلیج توگیاک در سه کیلومتری شرق توگیاک و ۷۲ کیلومتری شرق «خلیج گودنیوز» می‌ریزد.
در تابستان شمار زیادی آزادماهی در کارخانه کنسروسازی توگیاک کنسرو می‌شود و این صنعت برای گذران زندگی بومیان آلاسکا در منطقه اهمیت زیادی دارد
توگیاک برای ماهیگیران ورزشی نیز جذابیت زیادی دارد زیرا هر پنج گونه از آزادماهی اقیانوس آرام در این رودخانه یافت می‌شود.